# Spielkarte (ostasiatisch)
Ostasiatische Spielkarten wurden in China unabhängig von ihren europäischen Entsprechungen und auch früher als diese entwickelt. Die typische Form ist das sehr lange Hochrechteck, oft mit gerundetem oberen und unteren Rand.

## China

### Geschichte

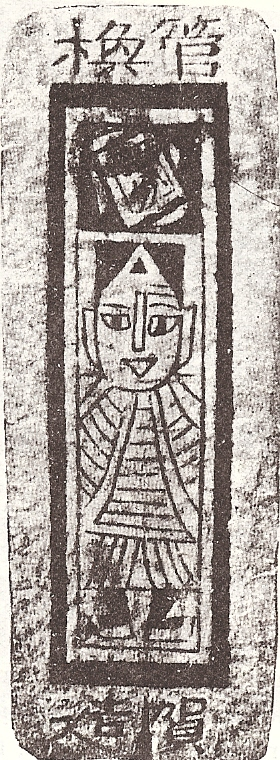
Chinesische Spielkarte von etwa 1400

Aus einer Quelle des 11. Jahrhunderts erfährt man, dass das Kartenspiel in der Mitte der Tang-Zeit aufgekommen sei, also wohl im 7. oder 8. Jahrhundert. Der Zusammenhang zwischen Spielsteinen wie zum Beispiel Domino und Mah-Jongg ist in China eng. Besonders Mahjong wird oft mit Täfelchen gespielt.
Wissenschaftlich nicht belegbar ist die Theorie, dass es sich bei im Museum zu Boston befindlichen gefärbten Ziegeln aus dem 1. Jahrhundert um Spielkarten handelt.
Der älteste Beleg ist die Turfankarte, die nach den Fundumständen auf das 11. Jahrhundert zu datieren ist.
Bei den Spielkarten des 17. Jahrhunderts – yeh-tzu oder yeh-ko genannt – lassen sich drei Elemente heraussondern: 1) das literarische Zitat; 2) die Trinkanweisungen; 3) die Spielfarben und damit die Kartenwerte in Gestalt der Wertbezeichnungen in Form von Münzwerten.

### Typen
Theaterspielkarten: Es handelt sich hierbei um einen Typ, der als Chiu-p'ai bekannt ist. Im oberen Drittel ist jeweils ein Zitat aus einem Theaterstück enthalten, im unteren Bereich die dazugehörige szenische Darstellung.
Ausführlich Informationen gibt es aus der Ming-Zeit (17. Jahrhundert). Aus Abbildungen ist bekannt, dass diese Karten literarische Szenen aus Theaterstücken oder Romanfiguren zeigten. Es handelt sich dabei um Holzschnitte, die in blauer Farbe auf weißes Baumwollpapier gedruckt und auf Karton geklebt wurden. In das Kartenbild hinein ist eine Trinkanweisung geschrieben.
Titelspielkarten hatten vier Farben, nämlich Wén (Zivil), Wu (Militär), K'o (Wissenschaft) und Yüan (Lehre), mit jeweils 9 Werten, von denen jeder einem Titel innerhalb der Bereiche entsprach. Es handelt sich hierbei um die Abbildung der Verwaltungshierarchie von den höchsten Hofämtern bis zur Basis.
Geldspielkarten sind der bekannteste Typ. Der Spielwert wird durch eine mehr oder weniger lange Münzschnur bezeichnet. In vielen Fällen tritt noch eine literarische Darstellung hinzu, oft aus Volksromanen oder Legenden. Ab dem 18. Jahrhundert gibt es drei- und vierfarbige Spiele des Geldsystems.

## Korea
Koreanische Karten sind wenig überkommen, daher kaum erforscht. Das koreanische Wort für Spielkarte bedeutet, laut Prunner, „Kampftäfelchen“. Spiele bestehen typischerweise aus 60 oder 80 Karten, d. h. 6 (8) Serien von je 9 Karten mit den Werten 1–9 und 6 (8) Generalen (cang) mit dem Wert 10. Die Wertbezeichnungen sind stark stilisiert, aber auffallend stereotyp. Auf der Rückseite findet sich meist ein charakteristisches Federmotiv. Die meist langen, schmalen Karten sind in früherer Zeit meist auf Ölpapier oder Leder gedruckt worden.
Hwatu entsprechen den japanischen Blumenkarten, mit dem Unterschied, dass die Monate November und Dezember getauscht sind.

## Japan

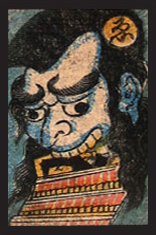
Karte aus dem Obake-Karuta-Kartendeck (Monsterkarten), frühes 19. Jahrhundert. Jede Karte zeigt eine Kreatur aus der dem japanischen Volksglauben sowie einen Buchstaben aus der Hiragana-Silbenschrift.

In Japan lassen sich zwei große Spielkartentraditionen unterscheiden:

### Awase-Typ
Der Awase-Typ, d. h. Zusammensetzspiele, ist die ältere, rein japanische Tradition, wie das Kai-Awase aus dem 12. Jahrhundert der späten Heian-Zeit.
Wie in China scheinen anfangs nur Gebildete Karten gespielt zu haben. Die Darstellungen auf den Karten beziehen sich ebenso auf Romane und Theaterstücke. Die eine Karte trägt die Oberzeile eines Gedichtes, die dazugehörige zweite Karte den unteren Teil. Dieses Prinzip der Vereinigung zweier Teile wird auf alle Bereiche der Lyrik angewendet, so z. B. auch auf Sprichwörter. Derartige Kartenspiele konnten daher auch didaktischen Zwecken dienen.
Versrate- bzw. Verszusammensetzspiele sind die Vorläufer der „Hundert-Dichter-Karten“ (Hyakunin Isshu Karuta), bei denen im oberen Teil aus der Waka-Gedichtsammlung der klassischen Periode (7. bis 13. Jahrhundert) ein Versteil mit 17 Silben (und oft das Bild des Dichters) abgebildet wurden. Die dazu passende Karte zeigte den restlichen Teil des Gedichts (mit 14 Silben). Wie bei europäischen Quartetten müssen Karten zusammengesetzt werden, in Japan allerdings nur zu einem Duett. Populär ist dies als Uta-Garuta mit den Gedichten und Dichtern aus der Anthologie Hyakunin Isshu.
Daraus hergeleitet sind die heute verbreiteten, sehr kleinen „Blumenkarten“ (Hanafuda). Diese bestehen aus 2 Serien zu je 48 Blatt, von denen eine am Rand und auf der Rückseite braun, die andre schwarz ist. Die 12 Farben des Spiels entsprechen den 12 Monaten. Jede Farbe kennt 4 Werte, die durch dem jeweiligen Monat entsprechende Motive – Vögel oder Blumen – gekennzeichnet sind. Weiterhin hat jede Karte einen Punktwert. Diese Spiele werden heute hauptsächlich zu Neujahr gespielt.

### Tenshō-Karuta
Tenshō-Karuta heißt der unter portugiesischem Einfluss ab dem 16. Jahrhundert entstandene Typ, der nach der Ära benannt ist, in der er eingeführt wurde. Basierend auf den italienischen Trionfi-Karten wurden die europäischen Farbzeichen eingeführt. Ein erstes Spielverbot des Shōgunats ist aus dem Jahre 1597 bekannt. Vom portugiesischen Wort carte stammt das japanische Wort für Spielkarten, karuta, ab.
Daraus hergeleitete, noch heute übliche Arten sind Mekuri-karuta und Kabu-karuta.
Seit der Meiji-Ära fanden westliche Kartenspiele Verbreitung. Diese werden zur Unterscheidung meist „Trumpf-Karten“ (トランプ Toranpu) genannt. 1953 wurden erstmals japanische Karten auf Kunststoffkarten gedruckt.